# Biserica de lemn din Berchez

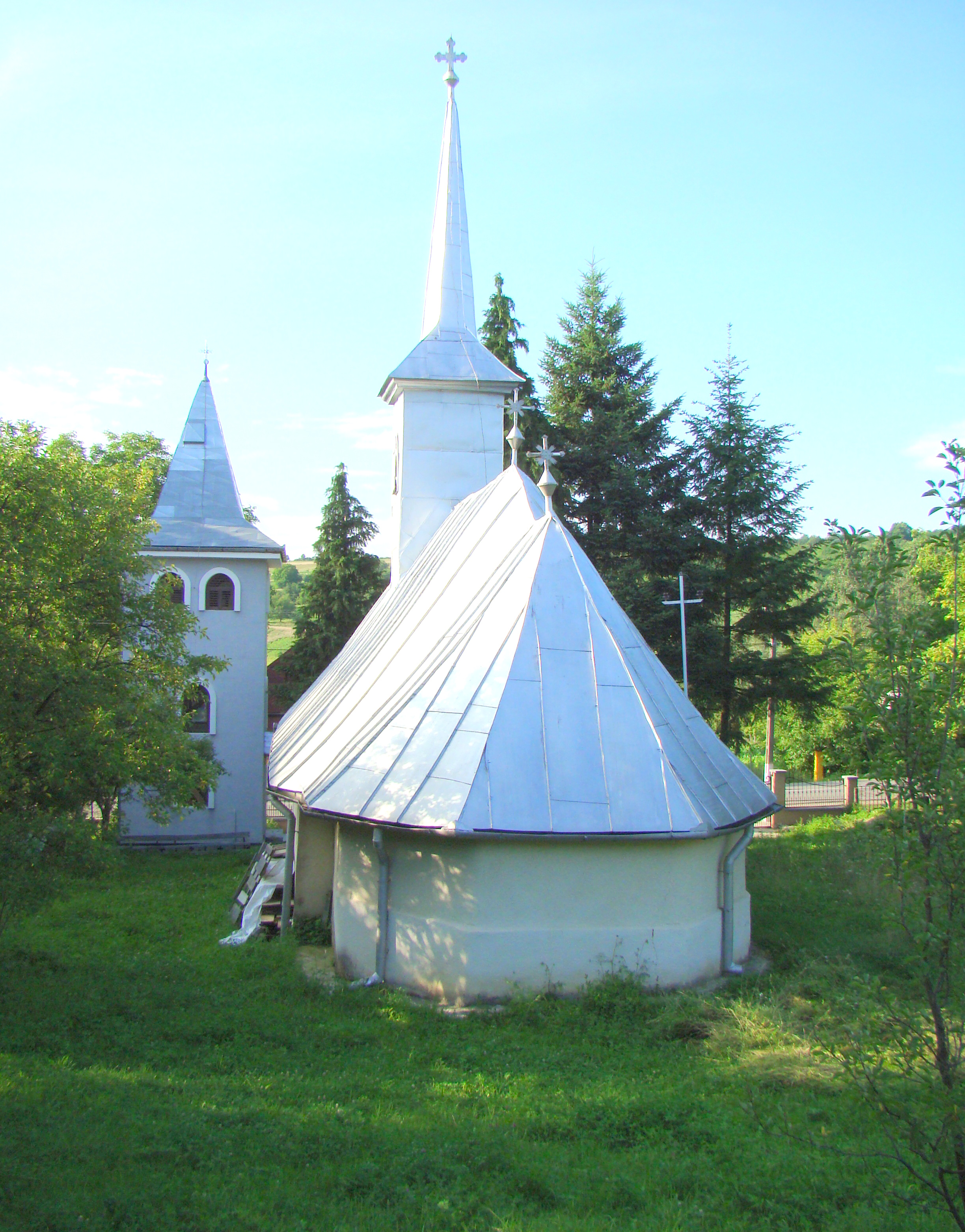
Biserica de lemn Sfântul Ioan Botezătorul din Berchez, comuna Remetea Chioarului, județul Maramureș, foto: iulie 2009.

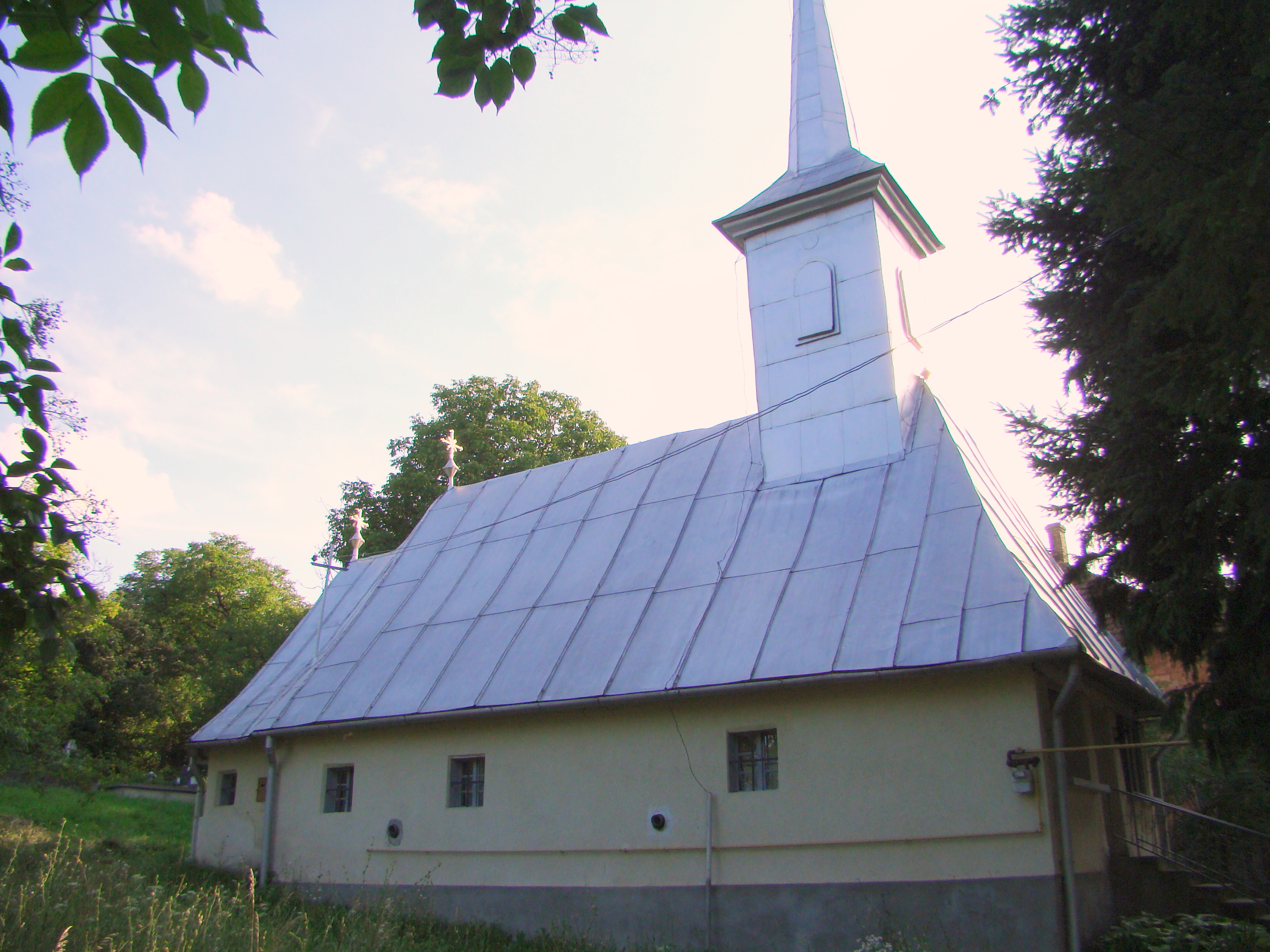
Biserica (nord-vest)

Biserica de lemn din Berchez, comuna Remetea Chioarului, județul Maramureș datează din secolul al XIX-lea . Lăcașul are hramul „Sfântul Ioan Botezătorul” și figurează pe lista monumentelor istorice, cod LMI MM-II-m-B-04520.

## Imagini din exterior

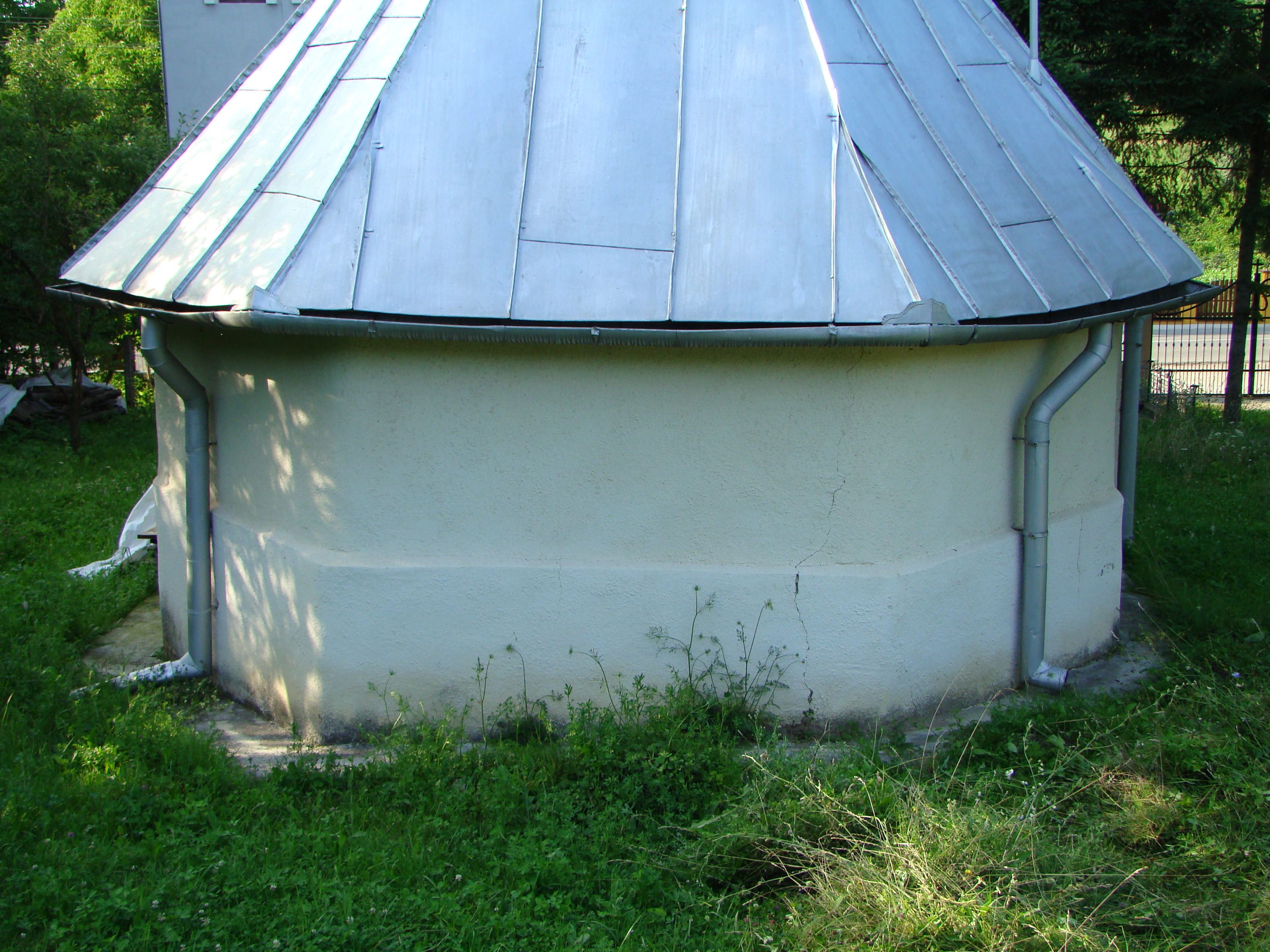
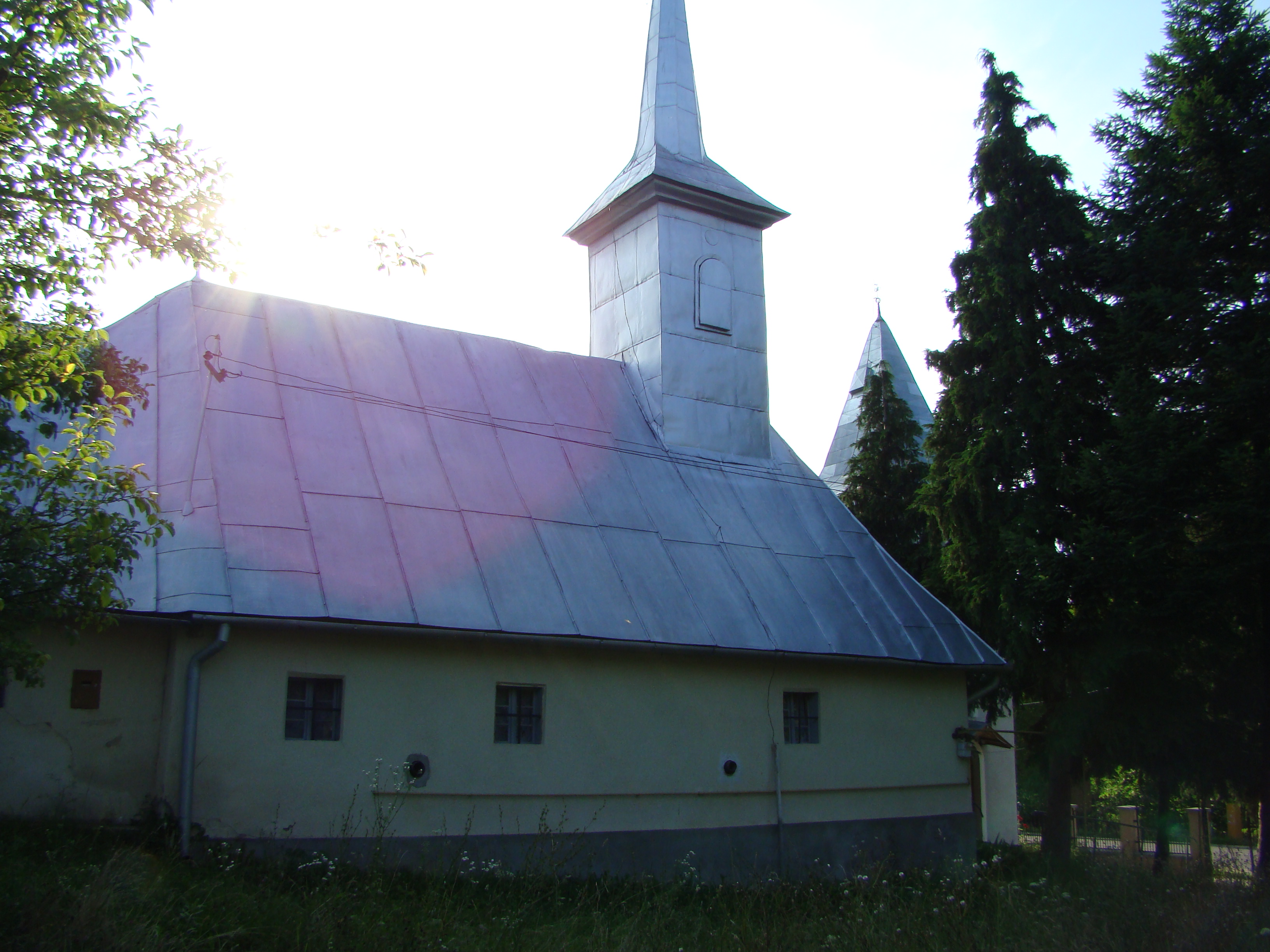